# ORP Jaskółka (1945)
Pour les autres navires du même nom, voir ORP Jaskółka.
L'ORP Jaskółka était un dragueur de mines polonais de la guerre froide, ex-T-231 soviétique, l’un des neuf navires du projet 253Ł acquis par la Pologne. Le navire a été construit en 1944-1945 au chantier naval n° 189 à Léningrad, et il a été accepté pour le service dans la marine soviétique en août 1945. Après la fin de la Seconde Guerre mondiale, l’unité a été transférée à la Pologne par l’URSS au titre des réparations de guerre. Elle a été intégrée à la marine polonaise le 5 avril 1946. Le navire a porté durant sa période de service les pennant numbers « JK » et « T-14 ». Il a été rayé de la liste de la flotte en janvier 1959, puis mis à terre à Gdynia comme cible d’entraînement au tir.

## Construction
Le projet 253 a commencé en URSS en 1942 pour travailler sur un nouveau type de petit dragueur de mines (en russe малый тральщик, MT). La conception des navires a été modifiée dans Léningrad assiégée : les principaux changements ont consisté à simplifier la conception des unités, ce qui leur a donné une forme très anguleuse,.
Le T-231 a été construit au chantier naval numéro 189 à Leningrad,. La quille du navire a été posée à la fin de 1944, il a été lancé au printemps 1945 et il est entré en service dans la marine soviétique en août 1945.

## Conception

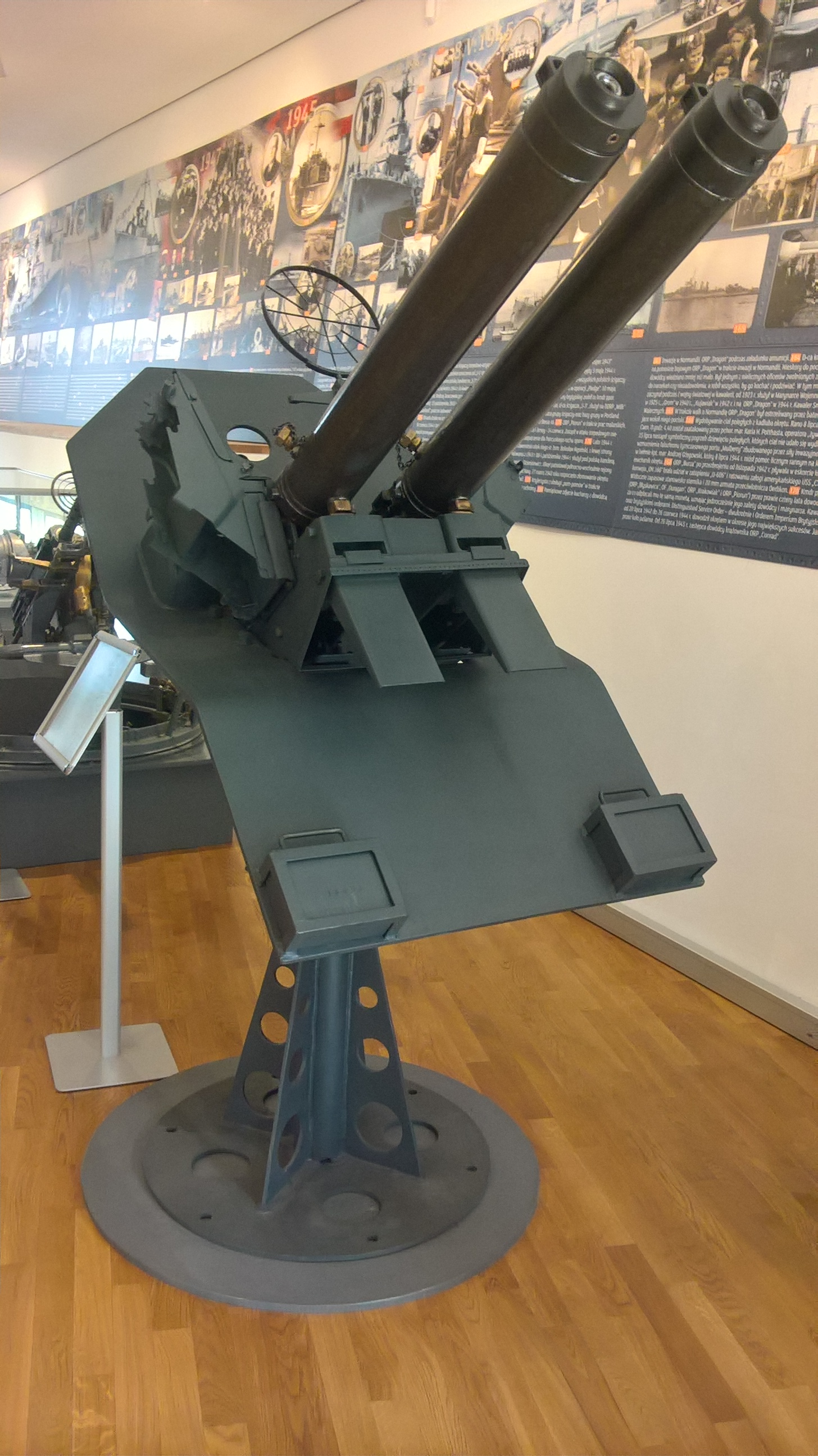
Affût double de mitrailleuses Colt-Browning M2 calibre 12,7 mm, Musée de la marine de guerre de Gdynia.

Le navire était un petit dragueur de mines côtier. Sa longueur totale était de 38 mètres, sa largeur de 5,7 mètres et son tirant d'eau de 1,5 mètre,. Son déplacement standard était de 128 tonnes et son déplacement maximal était de 143 tonnes,. Le navire était propulsé par trois moteurs Diesel 6 cylindres Superior d’une puissance totale de 480 ch,. Trois arbres d"hélice entraînaient trois hélices,. La vitesse maximale du navire était de 12,5 nœuds et la vitesse économique était de 8 nœuds,. Le navire transportait 12 tonnes de carburant, ce qui permettait d’atteindre un rayon d'action de 3100 milles marins à une vitesse économique de 6 nœuds, ou 2500 milles à une vitesse de 8,6 nœuds,
L’armement en artillerie de l’unité se composait de deux canons semi-automatiques simples de calibre 45 mm 21-KM L/68 et de quatre mitrailleuses lourdes Colt refroidies par eau de calibre 12,7 mm,. L’unité pouvait également embarquer 12 à 18 mines, placées sur deux rails longeant les côtés, depuis le milieu du navire jusqu’à la poupe,. L’équipement du dragueur de mines comprenait un chalut de contact Szulc OTSz-1, un chalut magnétique PEMT-2 et un chalut acoustique BAT-2p,. L’équipement radio-électronique était le sonar Tamir-10.
L’équipage du navire était composé de 37 officiers, officiers mariniers et matelots,.

## Service

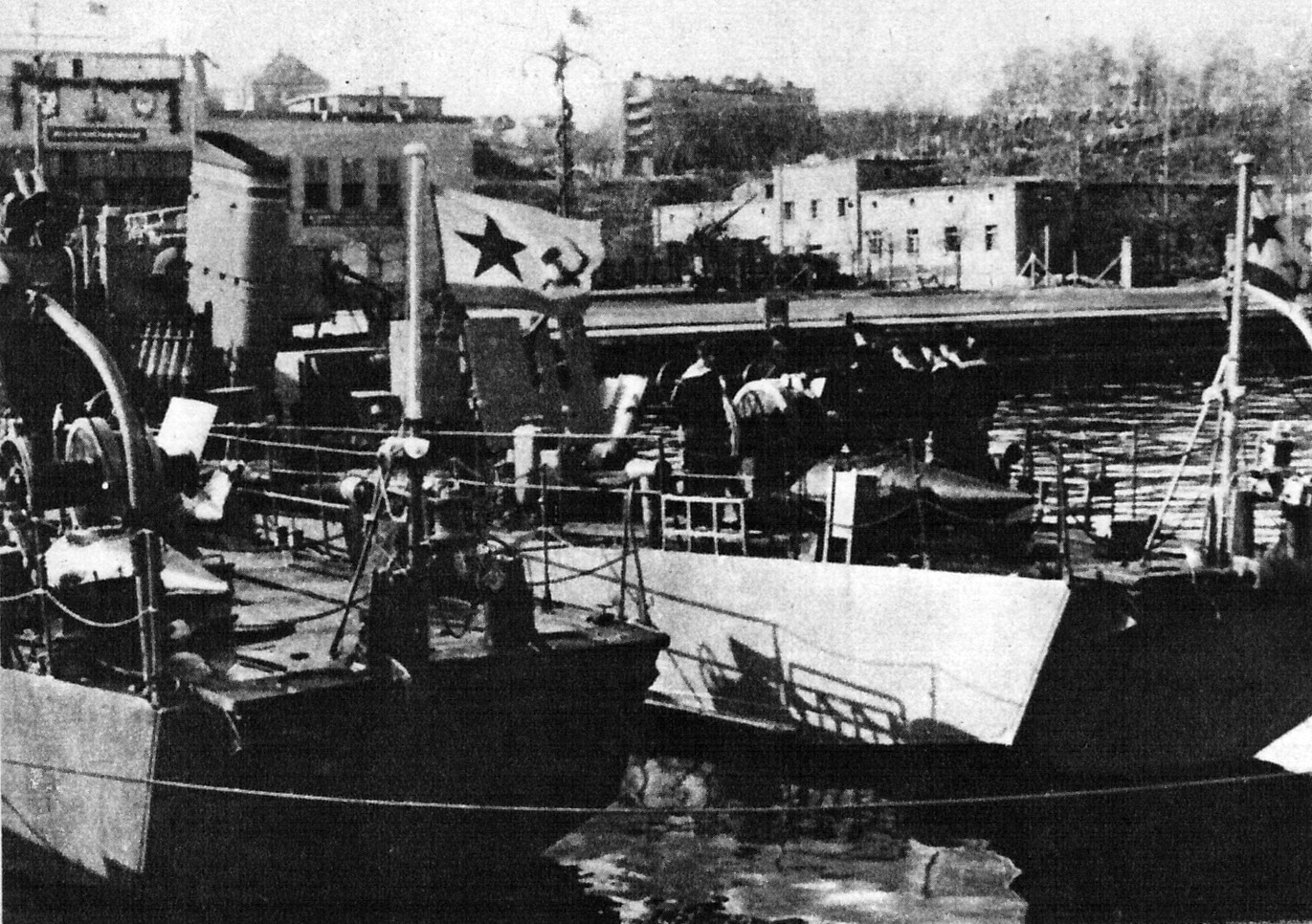
La prise de contrôle par la Pologne des dragueurs de mines du projet 253Ł, avril 1946

Le T-231 a d’abord servi dans la flotte de la Baltique,. En 1946, l’unité, avec 22 autres navires, a été remise à la Pologne par l’URSS comme réparations de guerre. Le 31 mars 1946, le dragueur de mines arrive à Gdynia et le 5 avril, sous le nom d’ORP Jaskółka, il est accepté dans la marine polonaise,. Le premier commandant polonais de l’unité fut le lieutenant Jerzy Żytowiecki,. Pendant les trois premiers mois de service sur le navire, les marins soviétiques sont restés comme instructeurs. Ils sont repartis dans leur pays le 23 juin 1946. Le navire avait le numéro de coque « JK », changé en juin 1952 en T-14,. Il faisait initialement partie de la 3e Escadrille de dragueurs de mines, plus tard incorporé à la flottille de dragueurs de mines,. Avec les autres dragueurs de mines, le navire a été exploité de manière intensive, participant au déminage des eaux territoriales polonaises,.
En 1952, le navire subit une modernisation : une partie du placage de la coque, certains cadres et pompes d’aile sont remplacés, de nouvelles fondations et raccords de pont sont réalisés, et les moteurs Superior sont remplacés par des moteurs soviétiques 3D6. Des changements ont également eu lieu dans l’armement, car les mitrailleuses américaines Colt ont été démontées, et à la place ont été installées des DShK 2M-1 soviétiques du même calibre. Le coût de la rénovation s’est élevé à environ 450 000 PLN hors valeur des moteurs. 
Le navire a été rayé de la liste de la flotte le 25 janvier 1959 et mis à terre sous le nom de „Poligon Pożarowy Kur” au Ośrodka Szkolenia Nurków i Płetwonurków MW à Gdynia,. Il y était encore en 2016.

## externes
- (en) Ivan Gogin, « ALBATROS minesweepers (project 253LP) (1945/1946) », sur Navypedia (consulté le 9 mai 2017).
- (en) Ivan Gogin, « T-351 and T-390 minesweepers (project 253L types MT-1 and MT-2) (1943-1946) », sur Navypedia (consulté le 9 mai 2017).